# Liste der Ortsteile im Westerwaldkreis

Wappen Westerwaldkreis

Die Liste der Orte im Westerwaldkreis enthält die Städte, Verbandsgemeinden, Ortsgemeinden und Gemeindeteile im Westerwaldkreis in Rheinland-Pfalz.
Es handelt sich dabei um das amtliche Verzeichnis der Gemeinden und Gemeindeteile und setzt sich zusammen aus dem vom Statistischen Landesamt Rheinland-Pfalz geführten amtlichen Namensverzeichnis der Gemeinden und dem vom Landesamt für Vermessung und Geobasisinformation Rheinland-Pfalz geführten amtlichen Verzeichnis der Gemeindeteile.

## Verbandsgemeinde Bad Marienberg (Westerwald)
Gemeinden und Gemeindeteile in der Verbandsgemeinde Bad Marienberg (Westerwald):
- Bad Marienberg (Westerwald), Stadt
  - Bad Marienberg
  - Eichenstruth
  - Langenbach
  - Stärkemühle
  - Zinhain
- Bölsberg
- Dreisbach
  - Landhaus Daheim
  - Markushof
  - Hof Nistertal
  - Hof zur Hohen Linde
- Fehl-Ritzhausen
  - Fehler Hecke
  - Fehler Mühle
  - Tannenhof
- Großseifen
- Hahn bei Marienberg
  - Hardtermühle
- Hardt
- Hof
- Kirburg
- Langenbach bei Kirburg
  - Langenbachermühle
- Lautzenbrücken
  - Eisenkaute
  - Hohensayn
- Mörlen
  - Mühlengrund
- Neunkhausen
  - Altenklosterhof
  - Altenklostermühle
- Nisterau
  - Bach
  - Pfuhl
  - Gotthardshof
- Nistertal
  - Büdingen
  - Büdinger Mühle
  - Erbach
  - Auf dem Birkenhof
  - Talhof
- Norken
- Stockhausen-Illfurth
  - Waldhof
- Unnau
  - Korb
  - Nistersägewerk
  - Stangenrod
  - Unnau
  - Struthof

## Verbandsgemeinde Hachenburg
Gemeinden und Gemeindeteile in der Verbandsgemeinde Hachenburg:
- Alpenrod
  - Dehlingen
  - Haus Alpenrod
  - Hirtscheid
  - Hof Welterstein
  - Neuhof
  - Talmühle
  - Hof Eichwiese
- Astert
- Atzelgift
  - Atzelgifter Mühle
- Borod
  - Knochenmühle
  - Birkenhof
- Dreifelden
- Gehlert
- Giesenhausen
- Hachenburg, Stadt
  - Altstadt (Hachenburg)
  - Bellerhof
  - Hachenburg
  - Hof Kleeberg
  - Nistermühle
  - Ziegelhütte
  - Raumscheuer
- Hattert
  - Mittelhattert
  - Hütte
  - Sophienthal
  - Niederhattert
  - Laad
  - Oberhattert
  - Bahnhof Hattert
  - Eichhof
- Heimborn
  - Ehrlich
  - Lützelau
  - Lützelauer Mühle
  - Auenhof
- Heuzert
- Höchstenbach
  - Hof Geisborn
- Kroppach
  - Haus Mehl
- Kundert
- Limbach
- Linden
- Lochum
  - Bücherhof
- Luckenbach
  - Luckenbacher Ley
- Marzhausen
- Merkelbach
  - Erlenhof
- Mörsbach
  - Niedermörsbach
  - Birkenhof
  - Burbach
  - Im Hähnchen
  - Wiesenhof
  - Forsthaus
  - Obermörsbach
  - Wintershof
- Mudenbach
  - Farrenau
  - Hanwerth
- Mündersbach
  - Zur alten Mühle 1
  - Zur alten Mühle 2
  - Zur alten Mühle 3
- Müschenbach
- Nister
  - Nisterhammer
- Roßbach
  - Hof Heiderück
  - Mühlenhof
  - Roßbacher Mühle
  - Hof Waldeck
- Steinebach an der Wied
  - Schmidthahn
  - Langenbaum
  - Seeburg
  - Steinebach
  - Hof Salzberg
- Stein-Wingert
  - Alhausen
  - Altburg
  - Ehrlich
- Streithausen
  - Kellerhof
  - Kloster Marienstatt
  - Morgensonne
  - Streithäuser Mühle
- Wahlrod
  - Hammermühle
  - Hehlinger Hof
  - Marzauer Mühle
- Welkenbach
  - Grube Eiskeller
  - Jagdhaus auf der Halde
- Wied
  - Krambergsmühle
  - Mühlental
- Winkelbach
  - Krambergsmühle

## Verbandsgemeinde Höhr-Grenzhausen
Gemeinden und Gemeindeteile in der Verbandsgemeinde Höhr-Grenzhausen:
- Hilgert
  - Faulbach
  - Hüttenrain
  - Jagdhaus
- Hillscheid
  - Am Scheid
  - Grundsmühle
  - Hof Hüttenhügel
  - Hüttenmühle
  - Im Kühlbach
  - Im unteren Hau
  - Vallerauer-Hof
- Höhr-Grenzhausen, Stadt
  - Eishaus
  - Farbmühle
  - Grenzau
  - Hof Grenzau
  - Grenzhausen
  - Haus Freieck
  - Höhr
  - Hubertushof
  - Kühnsmühle
  - Meyersberg
  - Neumühle
  - Niesmühle
  - Uhlenhorst
  - Haus Waldeck
  - Sonnenhof
  - Osters Mühle
  - Birkenflur
- Kammerforst
  - Grenzau, Bahnhof
  - Marienmühle (ehemals Gemeinde Alsbach)

## Verbandsgemeinde Montabaur
Gemeinden und Gemeindeteile in der Verbandsgemeinde Montabaur:
- Boden
  - Bahnhof-Niederahr
  - Wiesenmühle
  - Guterborn
- Daubach
  - Häusgesmühle
- Eitelborn
  - Am Stundenstein
  - Denzerheide
  - Forsthaus Eitelborn
  - Ölmühle
- Gackenbach
  - Dies
  - Kirchähr
  - Lindenhof
  - Wasem
  - Hochwildschutzpark
- Girod
  - Girod
  - Dollmühle
  - Schultheisenmühle
  - Kleinholbach
  - Freimühle
  - Campingplatz Eisenbachtal
- Görgeshausen
  - Görgeshäuser-Mühle
- Großholbach
- Heilberscheid
  - Schönberger Hof
  - Tannenhof
- Heiligenroth
  - Autobahn-Raststätte Heiligenroth
  - Autobahn-Raststätte Montabaur
- Holler
  - Jagdhaus Helene
  - Altes Umspannwerk
  - An der Oberen Erbenmühle
- Horbach
  - Jagdhaus
  - Weismühle
  - Ignatius-Lötschert-Haus
- Hübingen
  - Sonderlund
  - Am Buchenberg
- Kadenbach
- Montabaur, Stadt
  - Bladernheim
  - Elgendorf
  - Eschelbach
  - Bahlsmühle
  - Hillhof
  - Hüttenmühle
  - Ettersdorf
  - Heckenmühle
  - Horressen
  - Grubenfeld
  - Montabaur
  - Frinksmühle
  - Hallen- und Freibad
  - Hof Beulfeld
  - Kläranlage
  - Marauermühle
  - Roßberger Hof
  - Stendebachs-Mühle
  - Reckenthal
  - Kurhotel Waldesruhe
  - Wirzenborn
  - Grubenhaus
  - Wirzenborner-Mühle
- Nentershausen
  - Hof Willbach
  - Hof Schönholz
- Neuhäusel
- Niederelbert
  - Waldhaus Werthwiese
  - Wohnplatz Heide
  - Stocklandhof
- Niedererbach
  - Hof Kirchstück
  - Karlshof
  - Magdalenenhof
  - Martinsfund
  - Kastanien Hof
- Nomborn
  - Kautenmühle
  - Studentenmühle
  - Marienhof
- Oberelbert
  - Forellenhof
  - Erbenmühle
- Ruppach-Goldhausen
  - Goldhausen
  - Goldhäusermühle
  - Ruppach
  - Haus Sabel
  - Jagdhaus
- Simmern
  - Am Eisenköppel
  - Berg Moriah
  - Berg Sion
  - Forstamt
  - Hof Rheinblick
  - Wiesenhof
  - Eichenhof
- Stahlhofen
  - Jagdhaus Falkenhorst
- Untershausen
  - Am Hochwald
- Welschneudorf
  - Gut Tiergarten
  - Stelzenbachhof

## Verbandsgemeinde Ransbach-Baumbach
Gemeinden und Gemeindeteile in der Verbandsgemeinde Ransbach-Baumbach:
- Alsbach
  - Gut Hof Rembs
  - Hüttenmühle
- Breitenau
  - Adenroth
  - Forsthaus Rembserhof
- Caan
- Deesen
- Hundsdorf
  - Sonnenhof
- Nauort
  - Augustushof
  - Waldfelderhof
  - Angushof Leutersberg
- Oberhaid
  - Winterroth
  - Fuchsmühle
  - Lindenhof
- Ransbach-Baumbach, Stadt
  - Baumbach
  - Forsthaus Landshube
  - Ransbach
  - Gewerkschaft Concordia
  - Fuchshof
- Sessenbach
  - Sayntalhof
- Wirscheid
- Wittgert

## Verbandsgemeinde Rennerod
Gemeinden und Gemeindeteile in der Verbandsgemeinde Rennerod:
- Bretthausen
- Elsoff (Westerwald)
  - Elsoff
  - Brunhildenhof
  - Marienhof
  - Hof Ludwigshagen
  - Mittelhofen
  - Hof Krempel
  - Neumühle
  - Christinenhof
  - Niederfeldhof
  - Lindenhof
- Hellenhahn-Schellenberg
  - Eichelhof
  - Brückenhof
  - Marienhof
  - Jagdhaus Oberhirzberg
- Homberg
- Hüblingen
- Irmtraut
  - Georgshof
  - Hubertushof
  - Sonnenhof
  - Hof Petersheide
- Liebenscheid
  - Liebenscheid
  - Erlenberghof
  - Löhnfeld
  - Weißenberg
  - Schule Weißenberg-Löhnfeld
- Neunkirchen
  - Brechelbacher Hof
- Neustadt/Westerwald
  - Grauemühle
- Niederroßbach
  - Bahnhof Niederroßbach
  - Dammühle
  - Berghof
- Nister-Möhrendorf
  - Möhrendorf
  - Mühle
- Oberrod
- Oberroßbach
- Rehe
  - Christliches Erholungsheim
  - Campingplatz
- Rennerod, Stadt
  - Emmerichenhain
  - Rennerod
  - Sägewerk Gerhard
  - Siedlung Kohlau
  - Alberthof
  - Talhof
  - Alsberg Kaserne
- Salzburg
  - Am Stabenholz
- Seck
  - Altenhof
  - Dappricher Hof
  - Hof Alte Burg
  - Hof Seeblick
  - Haus Waldesruh
  - Forsthaus Weiherhof
  - Campingplatz Weiherhof
- Stein-Neukirch
  - Neukirch
- Waigandshain
  - Waigandshainer Mühle
  - Haus am Homberg
- Waldmühlen
  - Beilsteinerhof
  - Waldhof
- Westernohe
- Willingen
  - Fuchskauten
- Zehnhausen bei Rennerod

## Verbandsgemeinde Selters (Westerwald)
Gemeinden und Gemeindeteile in der Verbandsgemeinde Selters (Westerwald):
- Ellenhausen
  - Berghof
  - Schneidmühle
  - Tannenhof
- Ewighausen
- Freilingen
- Freirachdorf
  - Nadelkauter-Mühle
  - Birkenhof
- Goddert
- Hartenfels
  - Auf der Achsel
  - Im Strüdchen
  - Mehlinger Mühle
  - Untermühle
- Herschbach
  - Marienhof
  - Lohhof
- Krümmel
  - Georgshof
  - Berghof
- Marienrachdorf
  - Hof Irrlicht
- Maroth
- Maxsain
  - Maxsain
  - Wiesenhof
  - Hammermühle
  - Zürbach
- Nordhofen
  - Mausmühle
  - Waldklause
- Quirnbach
  - Quirnbacher Ölmühle
- Rückeroth
  - Hof Keiling
- Schenkelberg
  - Bornwiesenhof
  - Hohenborn
  - Neu-Hubenhof
- Selters (Westerwald), Stadt
  - Farbmühle
  - Haus Geilen
  - Hof Hasselberg
  - Kohlenmühle
  - Landsberger Hof
  - Wendelinushof
- Sessenhausen
  - Hinterdorf
  - Kutscheid
- Steinen
  - Kautenmühle
  - Schönerlen
- Vielbach
  - Birkenhof
  - Lotzenheck
- Weidenhahn
- Wölferlingen
  - Düringen
  - Wölferlingen
  - Berghof
  - Wölferlinger Kopf

## Verbandsgemeinde Wallmerod
Gemeinden und Gemeindeteile in der Verbandsgemeinde Wallmerod:
- Arnshöfen
  - Etzelbach
  - Niederarnshöfen
- Berod bei Wallmerod
  - Bruchhäusermühle
  - Dammsmühle
- Bilkheim
  - Schloß Neuroth
- Dreikirchen
  - Oberhausen
  - Hof Bornshahn
  - Pütschbach
- Elbingen
  - Spiesmühle
- Ettinghausen
  - Auf der Heide
- Hahn am See
  - Niederhahn
- Herschbach (Oberwesterwald)
  - Lochheim
  - Wahnscheid
  - Wahnscheider Hof
- Hundsangen
  - Am Buch
  - Roßborner Hof
- Kuhnhöfen
- Mähren
- Meudt
  - Dahlen
  - Bodener Mühle
  - Langwiesen
  - Ehringhausen
  - Eisen
  - Meudt
- Molsberg
  - Oberdorf
  - Unterdorf
- Niederahr
  - Bahnhof Niederahr
  - Oberste Mittelahr
  - Steinchen
  - Unterste Mittelahr
- Oberahr
  - Oberdorf
- Obererbach
- Salz
- Steinefrenz
  - Am Bahnhof Steinefrenz
  - Hof Kölsberg
  - Marienhof
  - Neumühle
  - Sonnenhof
- Wallmerod
- Weroth
- Zehnhausen bei Wallmerod

## Verbandsgemeinde Westerburg
Gemeinden und Gemeindeteile in der Verbandsgemeinde Westerburg:
- Ailertchen
  - Ahlsberg
- Bellingen
- Berzhahn
  - Schneidmühle
- Brandscheid
  - Mühlenbach
- Enspel
- Gemünden
  - Hammermühle
  - Jeremiasmühle
  - Neumühle
  - Höttergesmühle
  - Lexenmühle
  - Patchesmühle
  - Hessenmühle
  - Steinmühle
- Girkenroth
- Guckheim
  - Wörsdorf
- Härtlingen
  - Neumühle
  - Westert
  - Westertmühle
  - Witzelbach
  - Zechenhaus
- Halbs
  - ehemaliger Flugplatz Halbs
- Hergenroth
  - Marienhöhe
- Höhn
  - Grube Alexandria
  - Eisenburger Mühle
  - Hilpischmühle
  - Kraftwerk
  - Urdorfer Hof
  - Neuhochstein
  - Oellingen
  - Fohlenhof
  - Schönberg
- Kaden
  - Elben
  - Im Tanneck
  - Schacht Anna
- Kölbingen
  - Möllingen
  - Schönberg
  - Birkenhof
  - Margaretenhof
- Langenhahn
  - Hinterkirchen
  - Hintermühlen
  - Hölzenhausen
  - Gestüt Rosenhof
  - Langenhahn
- Pottum
  - Harschbacherfeld
- Rotenhain
  - Rotenhain
  - Am Bahnhof
  - Stockumer Mühle
  - Todtenbergermühle
  - Todtenberg
- Rothenbach
  - Obersayn
  - Haindorf
  - Rothenbach
  - Himburg
  - Margrafs-Mühle
  - Pfeifensterz
  - Pfeifensterzer Ölmühle
  - Rothenbachermühle
- Stahlhofen am Wiesensee
  - Forellenhof
  - Im Rödernhahn
  - Winner Ufer
  - Campingplatz Wiesensee
- Stockum-Püschen
  - Püschen
  - Stockum
- Weltersburg
  - Auf der Hub
- Westerburg, Stadt
  - Gershasen
  - Sainscheid
  - Wengenroth
  - Steinbrücksmühle
  - Westerburg
  - An der Liebfrauenkirche
  - Buchenhof
  - Zum Katzenstein
  - Klöcknersmühle
  - Hof Gonseborn
  - Schweizerhof
- Willmenrod
- Winnen

## Verbandsgemeinde Wirges
Gemeinden und Gemeindeteile in der Verbandsgemeinde Wirges:
- Bannberscheid
- Dernbach (Westerwald)
  - Auf dem Köppel
  - Grenzweg
  - Klosterhof Maria-Hilf
  - Ritzmühle
  - Waldhof
- Ebernhahn
- Helferskirchen
  - Niederdorf
  - Zollesmühle
  - Gestüt Falkenhorst
- Leuterod
  - Hosten
- Mogendorf
- Moschheim
  - Bahnhof Moschheim
- Niedersayn
  - Blaumhöfen
  - Karnhöfen
- Ötzingen
  - Ötzingen
  - Jagdhaus am Breitenberg
  - Waldhof am Breitenberg
  - Siedlerhof Ehl
  - Aubachhof
  - Sainerholz
- Siershahn
- Staudt
  - Birkenhof
  - Schwalbenhof
- Wirges, Stadt
  - Jagdhaus Kehrwieder
  - Fabrik Osmose
  - Aussiedlerhof Bach
  - Aussiedlerhof Mai
  - Aussiedlerhof Wingender